# Vainius (Name)
Vainius ist ein litauischer männlicher Vorname und Familienname. Die weibliche Form ist Vainė.

## Weibliche Formen des Familiennamens
- Vainiuvienė (verheiratet)
- Vainiutė (ledig)

## Ableitung
- Vainauskas

## Namensträger
- Vainius († 1338/1342), Fürst von Polozk
- Vainius Butinas (*  1965),  Grenzschützer und General